# NRX-Reaktor
Der NRX Reaktor in den Chalk River Laboratories, Ontario, Kanada war ein leichtwassergekühlter und schwerwassermoderierter Forschungs- und Testreaktor.

## Baugründe
Der Reaktor ZEEP in den Chalk River Laboratories wurde gebaut, um das Design des NRX-Reaktors zu entwerfen; Wissenschaftler benötigten ein besseres Verständnis davon, wie ein Reaktorkern arbeitet. Der NRX war im Bau, als ZEEP fertiggestellt wurde. NRX war ursprünglich die Abkürzung für National Research X-metal. Während des Zweiten Weltkrieges bezeichneten die Alliierten das Uran zur Geheimhaltung als „X-metal“. Später stand der Name für National Research eXperimental. Als der Reaktor 1947 fertiggestellt wurde, war er für seine Zeit ein wissenschaftliches Wunder. Mit 25 Megawatt war er der leistungsstärkste Kernreaktor der Welt, ausgestattet mit Einrichtungen für eine Vielzahl an Forschungszwecken. Die Wissenschaftler kamen von überall nach Chalk River, um die neuen Möglichkeiten, die sich durch eine solche Anlage ergaben, zu entdecken. Die NRX-Reaktor produzierte Plutonium für den Export in die USA. Kanada verfolgte keine militärische Nutzung der Kernenergie, aber es war eines von nur einigen wenigen Ländern, die sich am Ende des Zweiten Weltkrieges mit dieser Technologie so stark beschäftigten. NRX war stark genug, um radioaktive Isotope, teilweise für wichtige medizinische Anwendungen, zu produzieren. Der NRX-Reaktor machte die Chalk River Labs in der Wissenschaft berühmt.
Der Baubeginn wird mit 1944 angegeben und der Betriebsbeginn mit dem 22. Juli 1947.

## Reaktorunfall
Am 12. Dezember 1952 ereignete sich der erste größere Unfall im Reaktor: Während eines Tests wurde durch Fehlbedienungen, Missverständnisse zwischen Operator und Bedienpersonal, falsche Statusanzeigen im Kontrollraum, mechanisches Versagen der Regelstäbe, Fehleinschätzungen des Operators und zögerliches Handeln der Reaktorkern bei einer partiellen Kernschmelze zerstört. Dabei warf eine Knallgas-Explosion im Reaktorkern die Kuppel eines vier Tonnen schweren Helium-Gasbehälters 1,2 m hoch, wo sie im Aufbau stecken blieb. Durch die Explosion wurden mindestens 100 TBq an Spaltprodukten in die Atmosphäre freigesetzt. Bis zu vier Millionen Liter mit etwa 400 TBq langlebigen Spaltprodukten radioaktiv kontaminierten Wassers wurden aus dem Keller des Reaktorcontainments in eine sandige Sickergrube gepumpt, um eine Kontaminierung des nicht weit entfernten Ottawa River zu verhindern. Der beschädigte Reaktorkern wurde vergraben. Der spätere US-Präsident Jimmy Carter, damals Nukleartechniker in der Navy, half bei den mehrere Monate dauernden Aufräumarbeiten. Der Reaktor ging 13 Monate später wieder in Betrieb. Durch Brennelementschäden wurde er später ein zweites Mal kurzzeitig betriebsunfähig.